# آلسوده
السوید (به آلمانی: Alswede) یک منطقهٔ مسکونی در آلمان است که در نوردراین-وستفالن واقع شده‌است.

## خصوصیات
السوید ۲٫۸۰ کیلومترمربع مساحت دارد ۳۷ متر بالاتر از سطح دریا واقع شده‌است.